# Velike Malence
Velike Malence – wieś w Słowenii, w gminie Brežice. W 2018 roku liczyła 306 mieszkańców.